# 天主教塔比拉兰教区
天主教塔比拉蘭教區（拉丁語：Dioecesis Tagbilarana）是菲律賓一個羅馬天主教教區，屬宿霧總教區。1941年11月8日升為教區。
教區位於保和省。2010年有教友610,000人、58個堂區、161名司鐸。現任教區主教為萊昂納多‧梅德羅索。